# Investor Relations
Investor Relations (Abkürzung IR, deutsch Investorendialog oder Finanzkommunikation) ist ein Handlungsfeld der Unternehmenskommunikation. Es bezeichnet bei einer Aktiengesellschaft oder anderen kapitalbasierten Gesellschaften die Kontaktpflege zu Aktionären bzw. Investoren, Analysten und Finanzmedien. Diese drei Gruppen bilden die sogenannte Finanzgemeinschaft (englisch „financial community“). Da die einzelnen Zielgruppen unterschiedliches Vorwissen, Erwartungen und Anlagehorizonte haben, sind sie idealerweise mit Zielgruppen-optimierten Informationen und Maßnahmen anzusprechen. Da sich der Investorendialog auf profitorientierte Organisationen bezieht, ist er als Disziplin der Unternehmenskommunikation einzuordnen.

## Ziele
Ziel des Investorendialogs ist es, der Finanzgemeinschaft all jene Informationen (Unternehmensberichte, Factbook, Präsentationen, IR-Seiten auf der Webpräsenz) zur Verfügung zu stellen, damit die Entwicklung des Unternehmenswertes eingeschätzt werden kann, um die Erwartungen des Marktes zu steuern. Unsicherheiten und unklare Kommunikation können ebenso zu einer Unterbewertung der Aktie führen wie schlechte Gewinnzahlen. Auf der anderen Seite führen zu optimistische Aussagen zum Geschäftsverlauf oder den Gewinnaussichten zu einem Vertrauensverlust. Strategisches Ziel ist die Steigerung des Umsatzes gehandelter Aktien, um Kursschwankungen durch zu niedrige Umsätze bzw. eine Unterbewertung zu vermeiden. Ebenso ist es ein Ziel, viele Investoren zu kennen, um ihnen bei Aktienkäufen und -verkäufen zu helfen und um feindliche Übernahmen zu erschweren.

## Organisation
Träger der Kommunikation ist in der Regel die IR-Abteilung eines Unternehmens, deren Leiter auch Investor Relations Officer (IRO) genannt wird. Er ist meist dem Finanzchef, dem Geschäftsführer oder dem leitenden Kommunikationsdirektor unterstellt.
Viele börsennotierte Unternehmen beauftragen für ihren Investorendialog spezialisierte IR-Agenturen. Da die Kommunikation in den letzten Jahren zunehmend juristischen Vorgaben folgen muss, richten IR-Abteilungen oft eine Rechtsabteilung für Finanzmarktfragen ein bzw. beschäftigen entsprechende Spezialisten.

## Aufgaben
Neben den gesetzlich geregelten Pflichtveröffentlichungen (Ad-hoc-Mitteilungen) gehört zur Finanzkommunikation die Anwendung bewährter Methoden wie Konferenzen und Tourneen, um Transparenz und faire Information möglichst vieler Marktteilnehmer zu erreichen. Oft leisten Emittentenbetreuer (englisch designated sponsors) einen erheblichen Beitrag zur Finanzkommunikation des Unternehmens.
„Effektive Finanzkommunikation“ zeichnet sich gemäß Definition der Deutschen Vereinigung für Finanzanalyse und Asset Management (DVFA) vom Mai 2006 durch folgende Kriterien aus:
- Erwartungsmanagement
- Gleichbehandlung
- Kapitalmarktorientierung
- Kontinuität/Aktualität
- Nachvollziehbarkeit
- Wesentlichkeit.

Die Tätigkeit von Finanzanalysten kann die Wahrnehmung des Unternehmens in der Öffentlichkeit ebenfalls steigern. Eine direkte Beauftragung von Finanzanalysen durch das Unternehmen selbst gilt jedoch als unseriös, da für den Analysten ein Zielkonflikt entsteht.

## Wissenschaftstheoretische Ansätze
Eine wissenschaftliche Auseinandersetzung mit dem Investorendialog findet bisher nur begrenzt statt. Die wesentlichen Strömungen hier sind Ansätze der Neuen Institutionenökonomik und organisationswissenschaftliche beziehungsweise kommunikationswissenschaftliche Herangehensweisen.

### Prinzipal-Agenten-Theorie
Bei der Prinzipal-Agenten-Theorie geht man von zwei Parteien aus, wobei eine Partei (der Agent) aufgrund ihrer Position, Erfahrungen oder Ausbildung einen Informationsvorsprung (asymmetrische Informationsverteilung) gegenüber der anderen Partei (dem Prinzipal) hat. Beide Parteien streben danach, ihren eigenen Nutzen zu maximieren. Es besteht die Gefahr, dass der Agent seine Position zum Nachteil des Prinzipals ausnutzt. Beim Investorendialog besteht diese Gefahr darin, dass die IR-Abteilung als Agent die Finanzgemeinschaft bewusst unvollständig oder falsch informiert. Die Finanzgemeinschaft kann das Verhalten des Agenten nicht überprüfen oder kontrollieren. Die klassische Lösung bei einer solchen Konstellation liegt darin, externe Anreize zu schaffen, um dieses Fehlverhalten unprofitabel zu machen.

### Transaktionskostenansatz
Der Transaktionskostenansatz bemisst als Transaktionskosten alle Anstrengungen, die unternommen werden müssen, eine Transaktion anzubahnen, sie durchzuführen und zu kontrollieren. Auf den Investorendialog bezogen können das beispielsweise die Kosten eines potenziellen Investors sein, die er aufbringen muss, um eine Aktiengesellschaft zu bewerten, Anteile zu erstehen und die weitere Wertentwicklung der Gesellschaft festzustellen. Wenn Informationen schwer zu erhalten sind, die rechtliche Situation unklar ist oder einer Aktiengesellschaft kein Vertrauen entgegengebracht wird, erhöhen sich dementsprechend die Kosten der Finanzgemeinschaft.

### Organisations- und kommunikationswissenschaftliche Ansätze
Eine weitere wissenschaftliche Herangehensweise ist es, die Beziehung zwischen der Finanzgemeinschaft und den Aktiengesellschaften mit Hilfe von Kommunikations- oder Organisationstheorien zu modellieren. Dafür werden teilweise veraltete Kommunikationsmodelle wie das Messaging aus den 1950er Jahren genutzt. Hier gibt es einen Sender (die IR-Abteilung), der eine Nachricht kodiert und sie über einen Kanal versendet. Der Empfänger (die Finanzgemeinschaft) empfängt diese Nachricht, dekodiert sie und versteht den Inhalt. Derartige Modelle gelten in der Kommunikationswissenschaft aber als zu einfach und waren nie dafür konzipiert, die Kommunikation von Unternehmen abzubilden.
Eine deutlich differenziertere Herangehensweise bietet die Communicative Constitution of Organization. Dabei handelt es sich um eine Sammlung von Ansätzen, die alle davon ausgehen, dass Kommunikation das entscheidende Element jeder Organisation ist und somit auch der Aktiengesellschaft. Insbesondere die Montréal School mit ihrer Text and Conversation Theory  ist hier hervorzuheben. Sie wurde maßgeblich geprägt von James R. Taylor. Nach der Montréal School ist der Investorendialog als eine Form des Metatexts zu verstehen. Die IR-Abteilung einer Aktiengesellschaft interpretiert die internen Vorgänge und reduziert damit die Komplexität für die Finanzgemeinschaft. Durch diese Vereinfachung in Metatext kann es dazu kommen, dass die Finanzgemeinschaft keinen Zugang mehr zu den Rohdaten der Aktiengesellschaft hat, ein Analyst oder Investor diese Daten aber möglicherweise anders interpretiert hätte als die Aktiengesellschaft selbst und zu einer anderen Bewertung des Aktienpreises käme. Dementsprechend ist aus dieser Perspektive eine transparente Vermittlung der internen Entscheidungsgrundlagen und Abläufe von besonderer Bedeutung.

## Nationale IR-Verbände
- AERI: Asociación Española para las Relaciones con Inversores,
- AIRA: Australasian Investor Relations Association,
- AIRP: Association of Investor Relations Professionals (Russland),
- CIRA: Cercle Investor Relations Austria,
- CIRI: Canadian Investor Relations Institute,
- CLIFF: Cercle de Liaison des Informateurs Financiers en France,
- DIRF: Danish Investor Relations Forening,
- DIRK: Deutscher Investor Relations Verband e. V., Deutscher Berufsverband für Investor Relations,
- FIRS: Finnish Investor Relations Society,
- IBRI: Instituto Brasileiro de Relações com Investidores,
- IIRF: International Investor Relations Federation,
- IRS: Britische IR-Vereinigung,
- IVA: Interessenverband für Anleger (Österreich),[1]
- NIRF: Norwegian Investor Relations Society,
- NIRI: National Investor Relations Institute (USA),
- JIRA: Japan Investor Relations Association,
- SIRA: Swedish Investor Relations Association
- SIRV/IR club Schweiz: Schweizerische Investor Relations Vereinigung IR club (CH)

## IR-Weiterbildunginstitute
CIRO – Certified Investor Relations Officer, Deutscher Investor Relations Verband e. V.